# Peintre en lettres

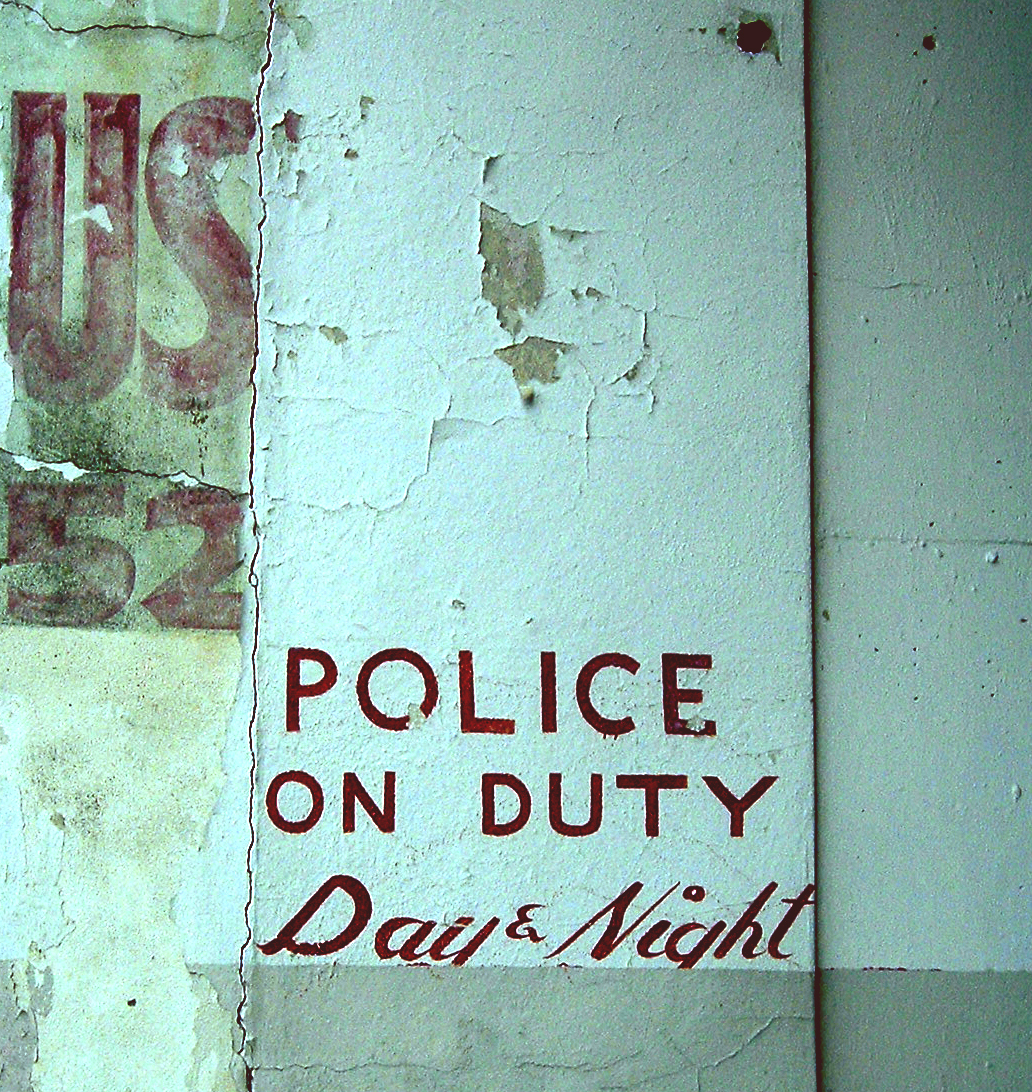
Peinture murale, La Nouvelle Orléans

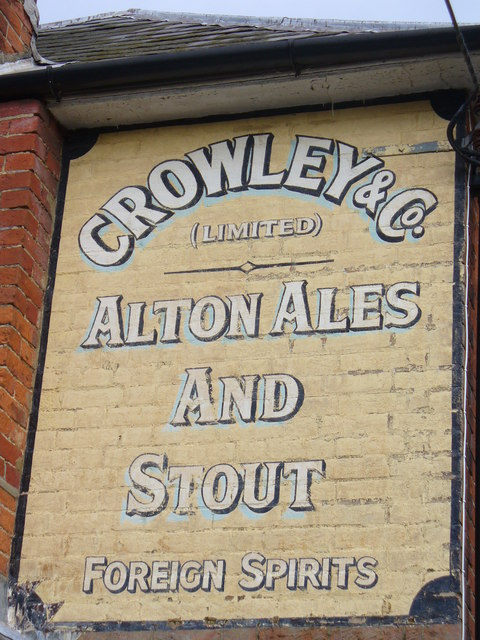
Enseigne murale d’un marchand de bières et spiritueux

Un peintre en lettres est un peintre spécialisé dans l’écriture et la décoration. Cette activité a été très importante de la fin du XIXe siècle à celle du XXe siècle[réf. souhaitée], pour la réalisation de toute sorte de signalétique intérieure et extérieure, pour l’information et la publicité. Sous sa forme traditionnelle, cette activité est encore exercée par des spécialistes.

## Domaines d’intervention
- Façade de magasin : raison sociale, marques, indications d’activité, renseignements divers (sur murs, parements en bois peint, sur vitres).
- Panneaux de signalisation fixes ou mobiles, calicots et banderoles sur tissu. « Ardoises » de restaurants ou brasseries.
- Marquage des véhicules : plaques d’immatriculation, indications techniques, marques, logotypes.
- Peintures murales de grand format (publicité, affiches de cinéma).

## Techniques
Ce métier nécessite un long apprentissage des techniques spécifiques (usage des différents pinceaux, techniques diverses), une connaissance de différents styles d’écriture et de leurs possibles variations, de leur adaptation à la forme et aux dimensions du support. Le métier a peu à voir avec la typographie au sens strict, qui impose des règles intangibles, même si une connaissance de la lettre est indispensable. Il s’apparente à la calligraphie car le tracé de la lettre se fait selon un ductus précis et dans un « geste » calligraphique, en s’aidant si besoin d’une canne à peindre comme point d’appui de la main ou utilise son petit doigt pour s'appuyer sur le décor et garder une bonne distance à cause des pinceaux à lettres qui ont une touffe longue et plate qu'on appelle chez eux une "martre" (longue pour garder une charge importante de peinture) qui permet de tracer un élément (filet, caractère ou ornement), d’un seul mouvement, sans reprise, ils gardaient et entretenaient ces pinceaux à vie.
Les techniques actuelles de graffiti, graff ou street art ne sont pas formellement assimilées à la peinture en lettres, bien que leur thématique soit souvent basée sur une lettre déstructurée et à la limite de la lisibilité, mais elles peuvent être utilisées pour des usages commerciaux comme des façades ou des décors.
Un bon peintre en lettres peut proposer une grande quantité de variations sur le style d’écriture, son alignement strict, oblique ou courbe, sa couleur en aplat ou en dégradé, en éclairé, ombré, etc., ainsi que les ornements associés, du simple filet rectiligne à l’illustration complète d’un élément.

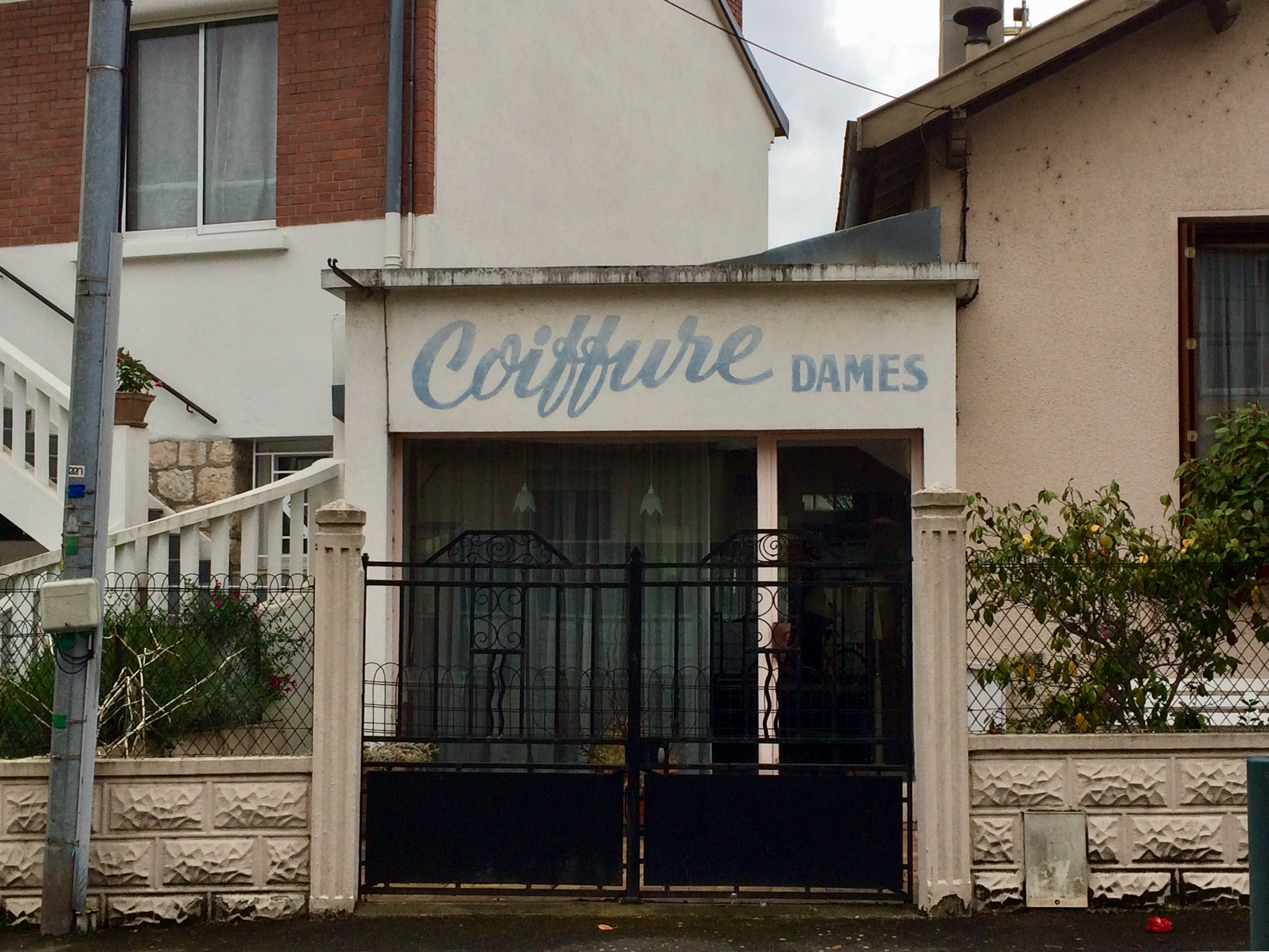
Enseigne d'un coiffeur

L'habilité dans l'usage d'une brosse à lettres peut mettre des années à se développer,,.

## Histoire
Le véritable peintre en lettres, dans les pays occidentaux, tend à disparaître, remplacé par les nouvelles technologies de la signalétique qui n’est plus peinte manuellement sur le support, mais imprimée (sérigraphie, flexographie, impression numérique) sur supports adhésifs ou autres, lettres de tous styles et dimensions pré-découpées, etc. Le rôle actuel du peintre en lettres est celui d’un graphiste-décorateur, accessible par apprentissage et obtention (en France) d’un CAP Signalétique, enseigne et décor, ou un diplôme de communication graphique.
Les peintures murales anciennes, plus ou moins effacées par le temps (appelées en anglais ghost signs, « enseignes fantômes ») sont l’objet de l’intérêt de certains amateurs et sont parfois restaurées en conservant leur aspect « ancien ».
Les peintres en lettres ont souvent appris le métier par le biais d'un apprentissage ou d'une formation professionnelle, bien que de nombreux premiers peintres d'enseignes aient été autodidactes,. Le programme Sign Graphics du Los Angeles Trade Technical College est le dernier programme de peinture d'enseignes aux États-Unis.
Dans les années 1980, avec l’avènement de l’impression informatique sur vinyle, le lettrage traditionnel à la main a été férocement concurrencé,. L'intérêt pour ce métier a diminué au cours des années 1980 et 1990, mais le lettrage à la main et la fabrication traditionnelle d'enseignes ont connu un regain de popularité ces dernières années,.
Le livre-documentaire de 2012 Sign Painters  de Faythe Levine et Sam Macon raconte le passé et l'actualité de l'industrie de la peinture d'enseignes à travers des entretiens personnels avec des peintres en lettres contemporains.
Les vieilles enseignes peintes qui s'estompent mais restent visibles sont dites fantômes.

## Galerie

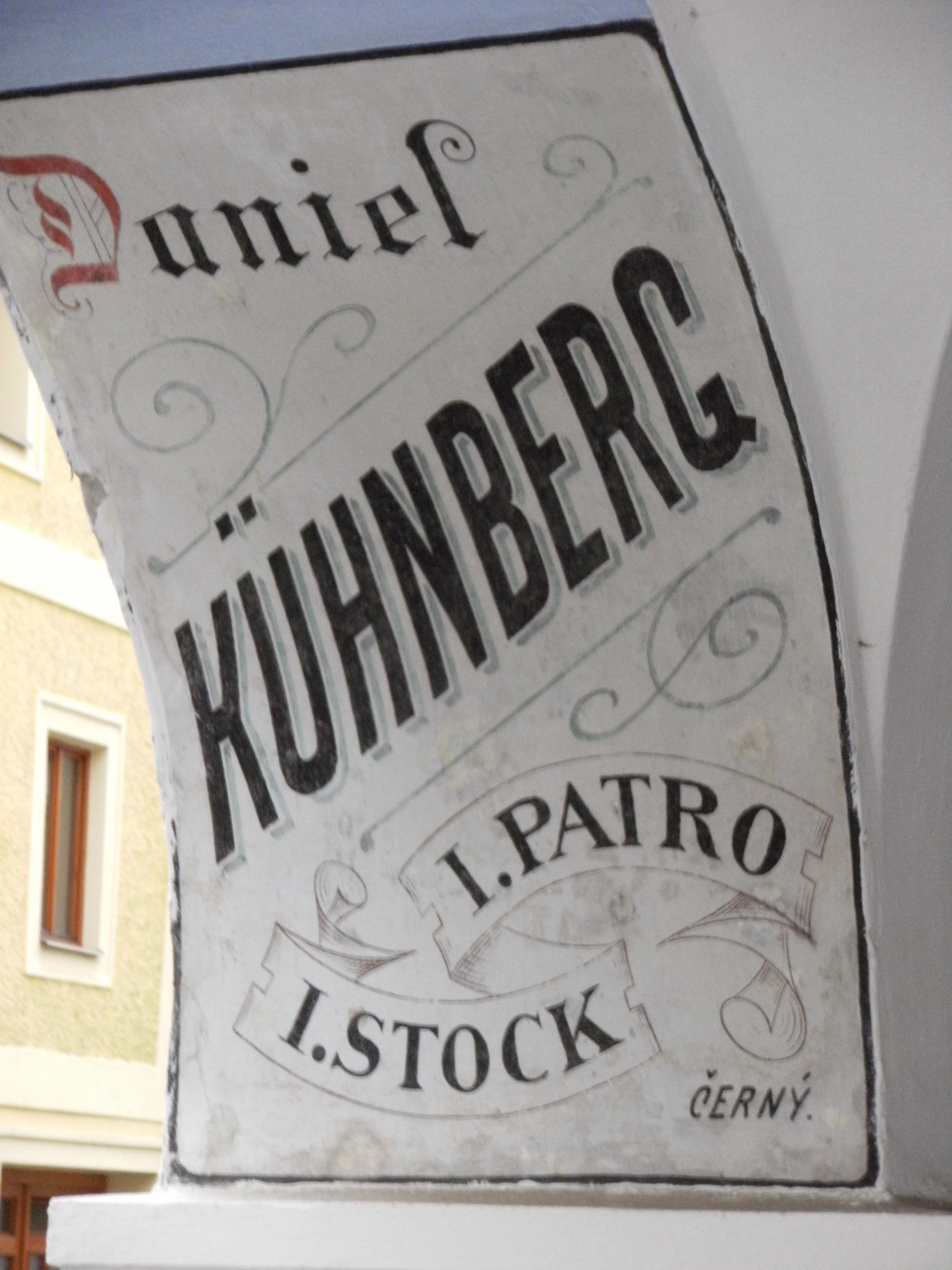
Publicité sous une arcade
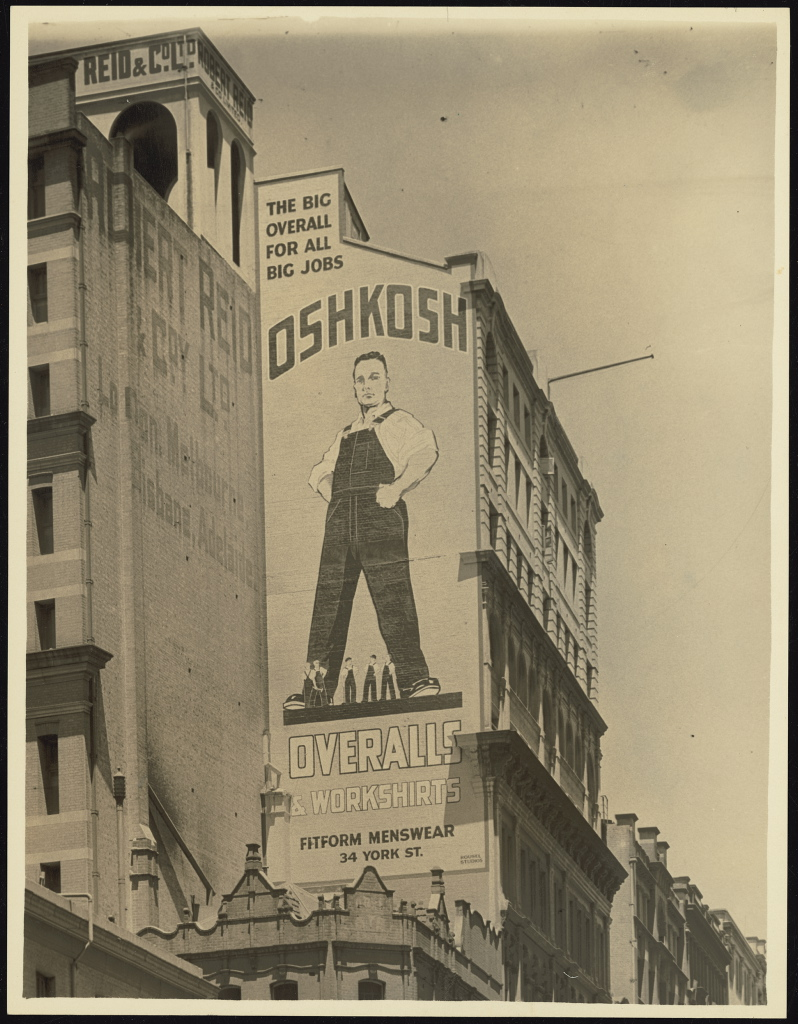
Publicité murale
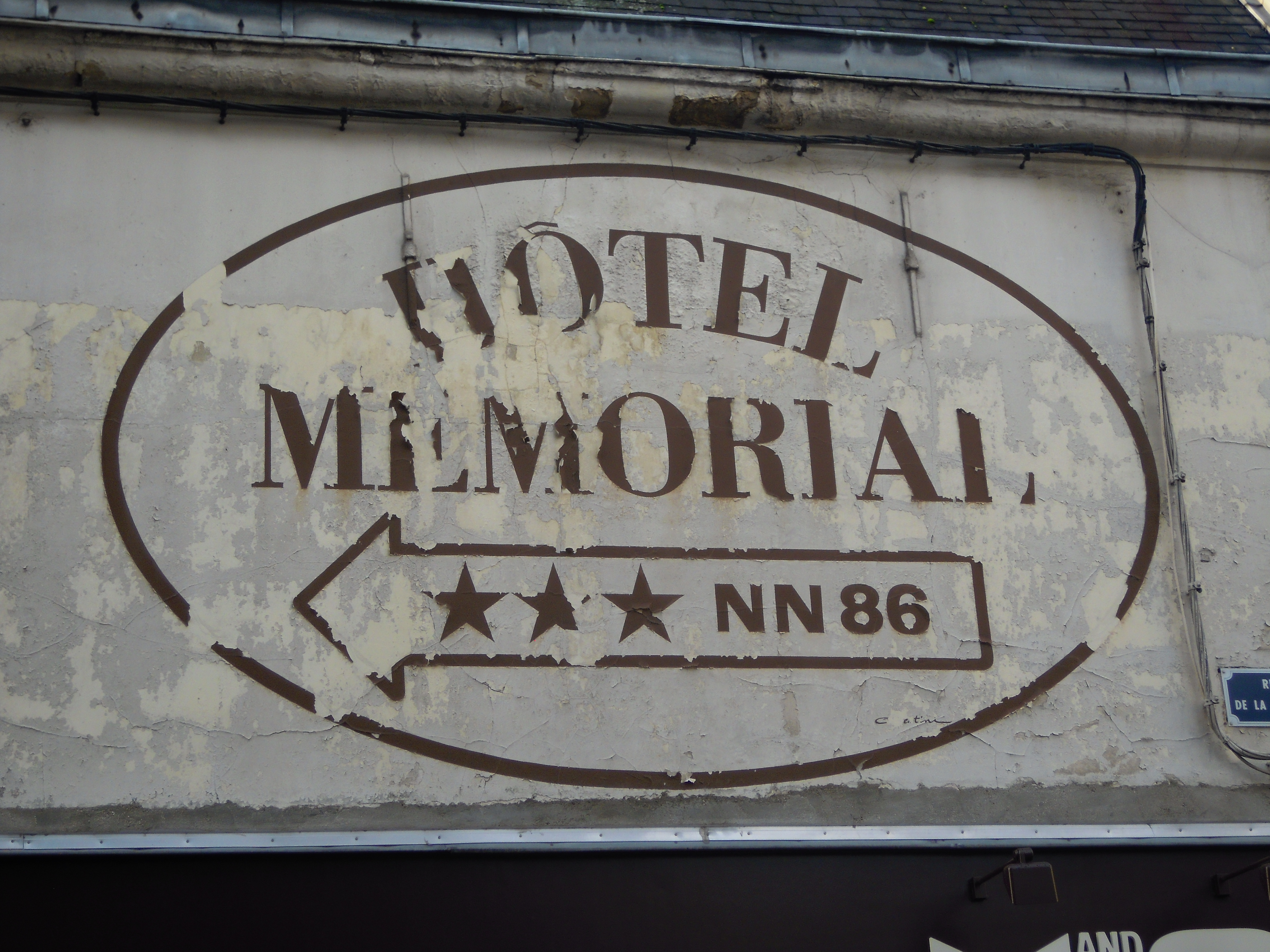
Panneau indicateur, Saint-Quentin, France

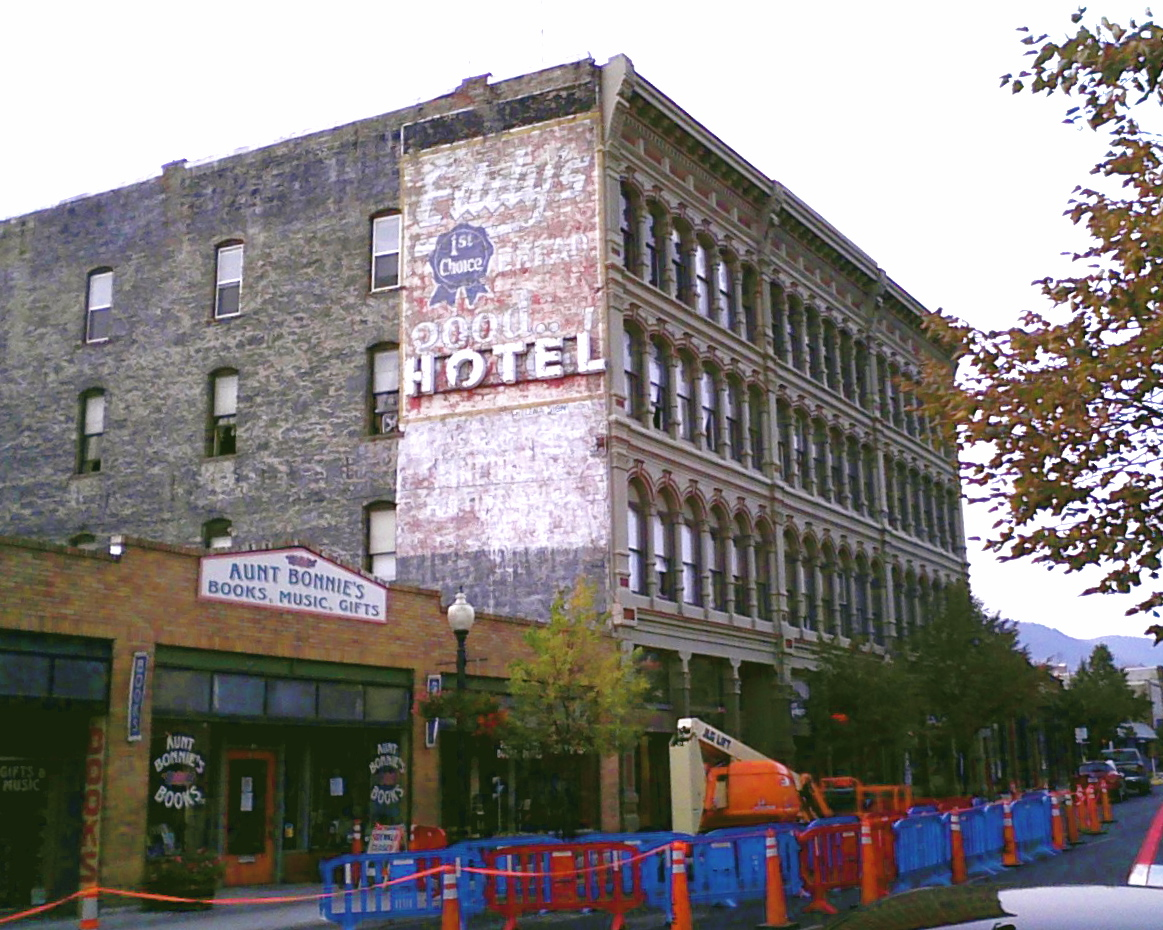
Peinture murale (ghost sign) avant restauration
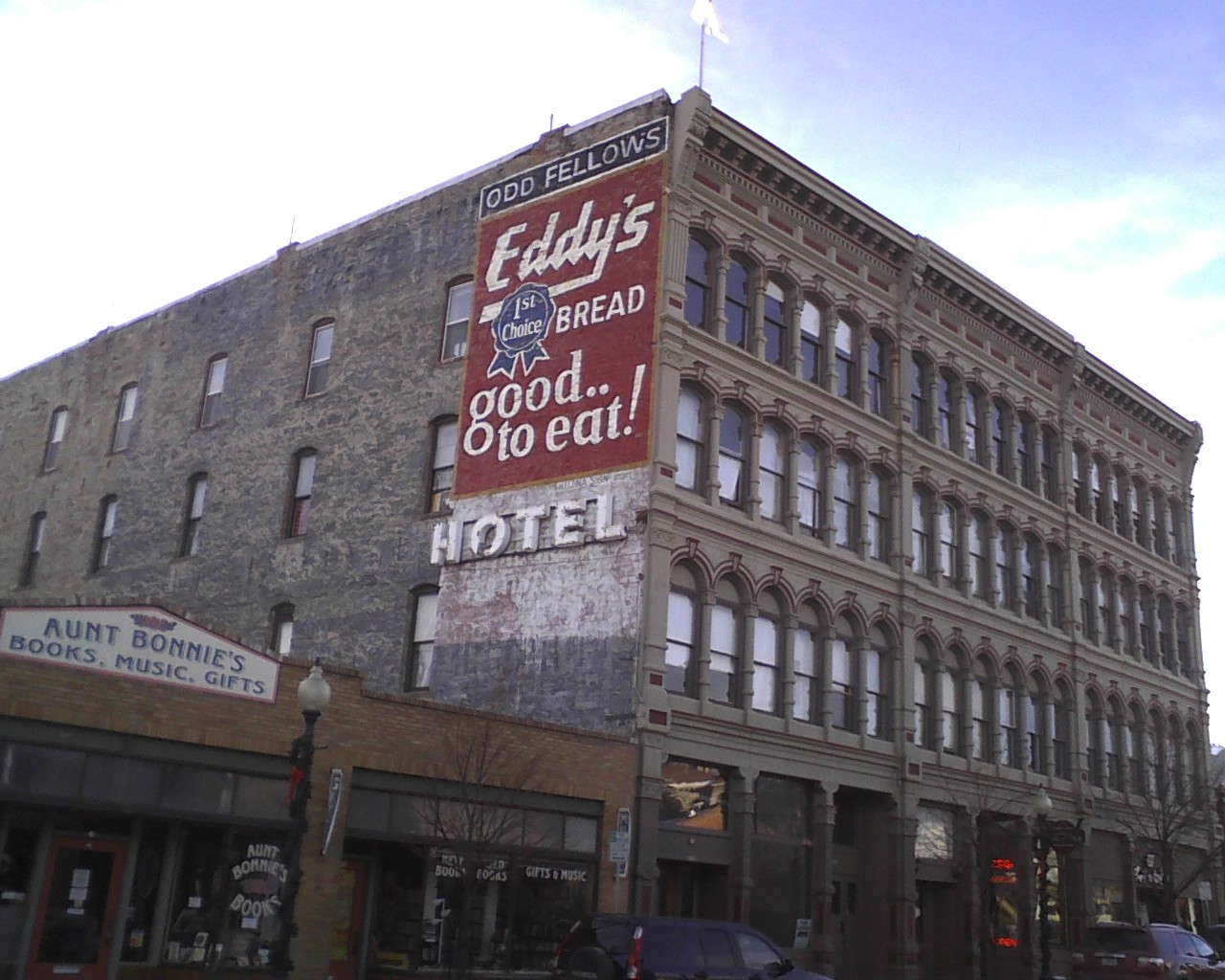
Après restauration
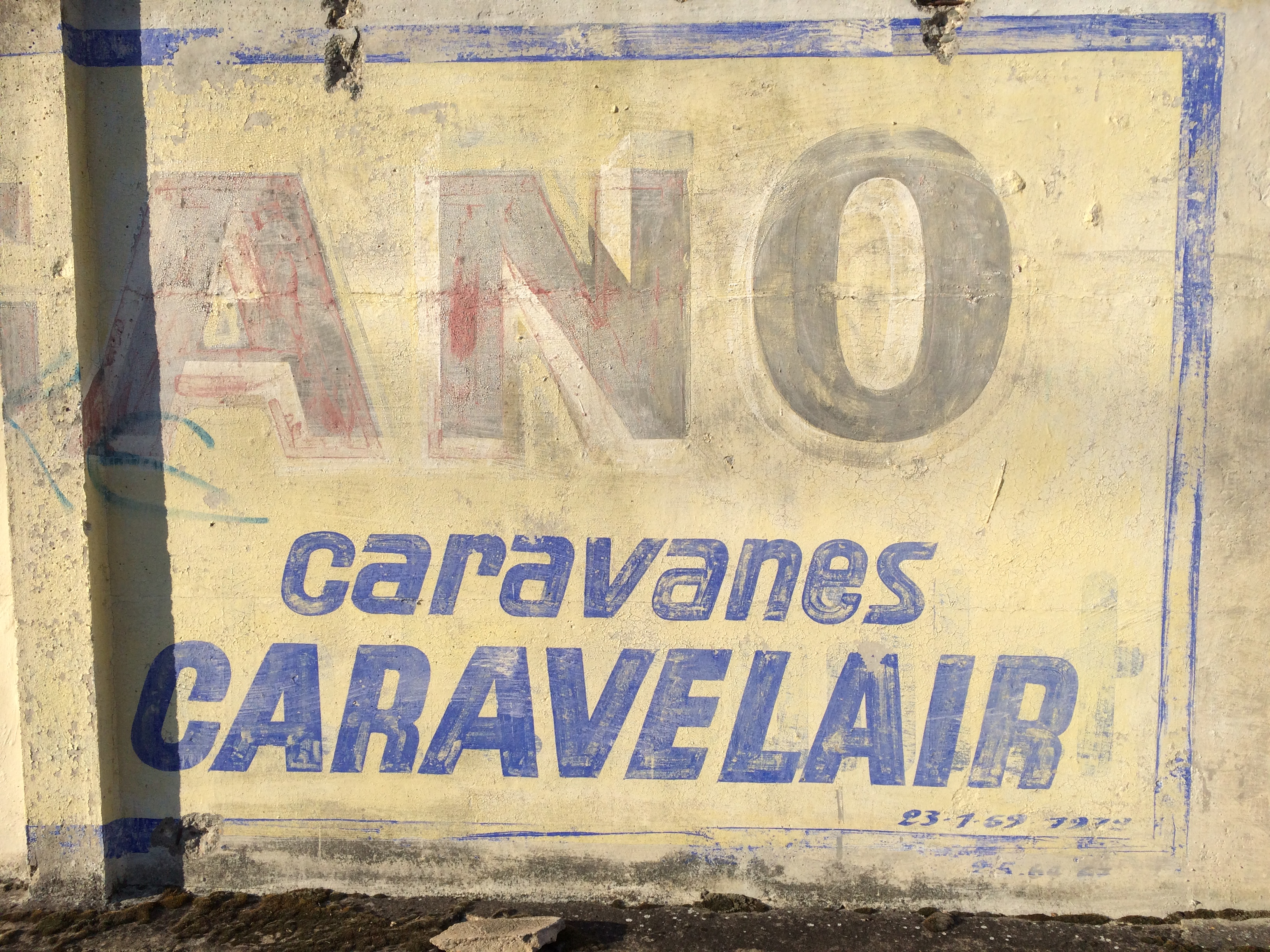
Ancienne peinture murale